# Simning vid världsmästerskapen i simsport 2025 – Damernas 4 × 100 meter frisim
Damernas 4 × 100 meter frisim vid världsmästerskapen i simsport 2025 avgjordes den 27 juli 2025 i World Aquatics Championships Arena i Singapore Sports Hub i Kallang i Singapore.

## Rekord
Inför tävlingens start fanns följande världs- och mästerskapsrekord:
|                   | Nation     | Tid     | Ort            | Datum        |
| ----------------- | ---------- | ------- | -------------- | ------------ |
| Världsrekord      | Australien | 3.27,96 | Fukuoka, Japan | 23 juli 2023 |
| Mästerskapsrekord | Australien | 3.27,96 | Fukuoka, Japan | 23 juli 2023 |

## Resultat

### Försöksheat
Försöksheaten startade klockan 12:32.
| Placering | Heat | Bana | Nation               | Simmare                                                                                                   | Tid     | Noteringar |
| --------- | ---- | ---- | -------------------- | --- | ------- | ---------- |
| 1         | 1    | 4    | USA                  | Erin Gemmell (53,52) Kate Douglass (52,04) Anna Moesch (53,80) Simone Manuel (54,21)                      | 3.33,57 | 0Q0        |
| 2         | 2    | 4    | Australien           | Olivia Wunsch (53,70) Abbey Webb (53,98) Hannah Casey (53,86) Milla Jansen (53,10)                        | 3.34,64 | 0Q0        |
| 3         | 1    | 6    | Nederländerna        | Milou van Wijk (54,09) Femke Spiering (54,65) Sam van Nunen (54,36) Marrit Steenbergen (52,37)            | 3.35,47 | 0Q0        |
| 4         | 2    | 5    | Kina                 | Cheng Yujie (53,60) Liu Yaxin (53,92) Yang Wenwen (54,20) Wu Qingfeng (53,91)                             | 3.35,63 | 0Q0        |
| 5         | 2    | 3    | Frankrike            | Béryl Gastaldello (54,10) Marina Jehl (54,27) Albane Cachot (53,91) Marie Wattel (53,48)                  | 3.35,76 | 0Q0        |
| 6         | 1    | 1    | Neutrala idrottare B | Daria Trofimova (53,73) Aleksandra Kuznetsova (54,01) Daria Surushkina (54,43) Daria Klepikova (53,78)    | 3.35,95 | 0Q0, 0NR0  |
| 7         | 1    | 3    | Italien              | Sara Curtis (53,59) Chiara Tarantino (54,59) Sofia Morini (54,36) Emma Virginia Menicucci (54,13)         | 3.36,67 | 0Q0        |
| 8         | 2    | 6    | Ungern               | Nikolett Pádár (55,12) Panna Ugrai (54,86) Petra Senánszky (53,60) Minna Ábrahám (53,46)                  | 3.37,04 | 0Q0        |
| 9         | 1    | 5    | Kanada               | Brooklyn Douthwright (54,36) Taylor Ruck (53,37) Sienna Angove (54,79) Ingrid Wilm (54,98)                | 3.37,50 |            |
| 10        | 1    | 2    | Tyskland             | Nina Holt (54,36) Nina Jazy (54,54) Julianna Bocska (54,64) Lise Seidel (54,76)                           | 3.38,30 |            |
| 11        | 2    | 2    | Danmark              | Julie Kepp Jensen (54,82) Elisabeth Ebbesen (54,39) Schastine Tabor (55,73) Helena Rosendahl Bach (55,72) | 3.40,66 |            |
| 12        | 2    | 7    | Sydafrika            | Olivia Nel (54,91) Caitlin de Lange (56,00) Georgia Nel (56,38) Hannah Robertson (58,04)                  | 3.45,33 |            |
| 13        | 2    | 1    | Sydkorea             | Jo Hyun-ju (54,97) Hur Yeonk-yung (54,72) Lee Lee-na (57,77) Kim Do-yeon (58,18)                          | 3.45,64 |            |
| —         | 1    | 7    | Kenya                | 0DNS0 | 0DNS0   | 0DNS0      |

### Final
Finalen startade klockan 20:16.
| Placering | Bana | Nation               | Simmare                                                                                                  | Tid     | Noteringar |
| --------- | ---- | -------------------- | --- | ------- | ---------- |
| 1         | 5    | Australien           | Mollie O'Callaghan (52,79) Meg Harris (51,87) Milla Jansen (52,89) Olivia Wunsch (53,05)                 | 3.30,60 |            |
| 2         | 4    | USA                  | Simone Manuel (53,09) Kate Douglass (51,90) Erin Gemmell (53,17) Torri Huske (52,88)                     | 3.31,04 |            |
| 3         | 3    | Nederländerna        | Milou van Wijk (53,27) Tessa Giele (54,13) Sam van Nunen (54,85) Marrit Steenbergen (51,64)              | 3.33,89 |            |
| 4         | 6    | Kina                 | Cheng Yujie (53,42) Liu Yaxin (53,93) Yu Yiting (53,88) Wu Qingfeng (52,94)                              | 3.34,17 |            |
| 5         | 2    | Frankrike            | Béryl Gastaldello (53,58) Marina Jehl (54,12) Albane Cachot (53,95) Marie Wattel (52,97)                 | 3.34,62 | 0NR0       |
| 6         | 7    | Neutrala idrottare B | Daria Trofimova (53,77) Aleksandra Kuznetsova (54,00) Alina Gaifutdinova (54,24) Daria Klepikova (52,68) | 3.34,69 | 0NR0       |
| 7         | 1    | Italien              | Sara Curtis (53,29) Emma Virginia Menicucci (53,87) Chiara Tarantino (53,75) Sofia Morini (54,27)        | 3.35,18 | 0NR0       |
| 8         | 8    | Ungern               | Minna Ábrahám (53,97) Petra Senánszky (53,85) Panna Ugrai (54,41) Nikolett Pádár (54,11)                 | 3.36,34 | 0NR0       |